# Faro de Cabo de Loop
El Faro de Cabo de Loop (en inglés: Loop Head Lighthouse) es un faro situado en el Cabo de Loop, cerca de la localidad de Kilkee, Condado de Clare, Irlanda. Marca el extremo septentrional del estuario del río Shannon.

## Historia
El primer faro construido en el Cabo de Loop fue unos los cuatro construidos en Irlanda hacia el año 1670 con casa de piedra, para alojamiento del farero y su familia, y escalera de caracol hasta una plataforma donde se encendía una hoguera con madera o carbón. Parte de este faro puede apreciarse hoy en día.
El faro debió quedar en el abandono a finales del siglo XVII ya que está documentado su puesta en marcha en 1720 después de que los comerciantes de Limerick reclamaran en 1717 al Parlamento irlandés su restablecimiento.
En 1802 el antiguo faro fue eliminado y construido uno nuevo por Thomas Rogers. Estaba equipado con doce reflectores parabólicos e iluminados mediante lámparas de aceite. En 1825 se aumentó el número de lámparas a 15.
En 1844 se decidió construir una nueva torre. El diseño corrió a cargo de George Halpin, inspector del Ballast Board, antecesor del Commisioners of Irish Lights, el organismo a cargo de la gestión de las ayudas a la navegación de Irlanda. Fue completada y puesta en servicio el 1 de mayo de 1854. Tanto la antigua como la nueva torre eran de altura semejante, por lo que se tuvo que desmontar la linterna de la antigua torre durante el día de la inauguración de la nueva torre para evitar que obstruyese la luz del nuevo faro. Estaba equipado con una óptica de lentes dióptricas de primer orden, 920 mm de distancia focal, iluminado con una lámpara de aceite que daba una luz blanca fija. En 1869 se cambió a una característica de luz blanca durante 20 segundos y otros cuatro de oscuridad mediante pantallas rotatorias dirigido por un mecanismo de relojería.
Una señal sonora a base de explosiones pirotécnicas para tiempo de niebla fue instalada en 1898 con una característica de una explosión cada 10 minutos. En 1919 se aumentó la frecuenda a una explosión cada 5 minutos, en 1934 otra vez a una cada 4 minutos y finalmente desactivada en 1972.
En 1912 la óptica y las pantallas fueron sustituidas por otra nueva óptica catadióptrica rotatoria de primer orden con una característica de cuatro destellos cada 20 segundos. Estaba iluminado por una lámpara de incandescencia de parafina vaporizada. Fue electrificado en 1971 instalando una lámpara de 1000 w que daba un alcance de 27 millas náuticas y cambiado el sistema de rotación sustituyendo el mecanismo de relojería por un motor eléctrico. En 1991 fue automatizado y se controla desde entonces desde las instalaciones del Irish Lights en Dún Laoghaire.

## Características
El faro emite grupos de cuatro destellos de luz blanca en un ciclo total de 20 segundos, con alcance nominal nocturno de 23 millas náuticas, limitada al sector entre 280° y 218°. Es asimismo una estación de Sistema de Posicionamiento Global diferencial, (DGPS).